# Sonata per pianoforte n. 3 (Beethoven)
La Sonata per pianoforte n. 3, Op. 2 n. 3, in do maggiore, composta da Ludwig van Beethoven nel 1795, chiude il ciclo dell'op. 2.

## Struttura
Le prime quattro sonate per pianoforte di Beethoven sono tutte articolate in quattro movimenti.
I tempi estremi (primo e quarto) permettono all'esecutore di sfoggiare il proprio virtuosismo.

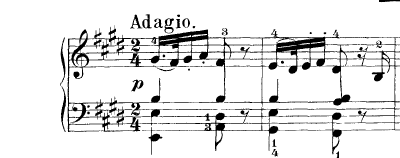
Secondo movimento, in mi maggiore.

Nell'Allegro con brio Beethoven inserì anche una cadenza (battuta 232), inoltre ha lo stile tipico di una cadenza anche l'ultimo ritorno del tema principale del Rondò (Allegro assai, formato da una serie di accordi staccati). Si tratta di un pianismo che tende a superare la dimensione solista, tendendo a quella del cosiddetto "pianismo sinfonico".

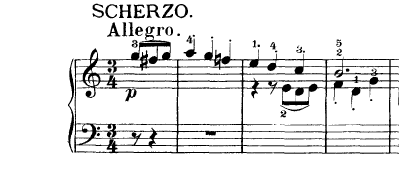
Lo scherzo, in la minore.

Di notevoli proporzioni anche l'Adagio in mi maggiore, il cui carattere soave non è esente da momenti di tensione, quasi tenebrosi. Come nella precedente sonata n. 2, il terzo movimento è uno Scherzo (in luogo del più classico minuetto tipico delle sonate pre-romantiche). Il brano – dal piglio ironico, vivace – si presenta nella relativa tonalità minore del do maggiore (ossia la minore) e presenta al suo interno un Trio formato principalmente da terzine arpeggiate.

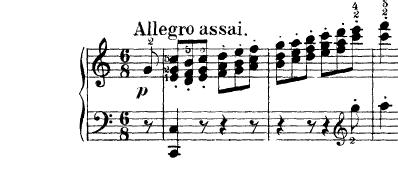
Quarto movimento: Allegro assai.

### Analisi del primo movimento
La struttura formale è quella della forma-sonata (esposizione dei temi, sviluppo, e ripresa) con un'esposizione ricca di materiali tematici (i temi esposti sono tre). Il tempo indicato è Allegro con brio in quattro quarti nella tonalità di base di do maggiore. Una delle caratteristiche più evidenti di questo primo tempo è la quantità di materiale connettivo, ossia di idee secondarie di collegamento a quelle principali o alle varie sezioni del movimento.

#### Esposizione: primo tema
Il primo tema si compone di due frasi (domanda e risposta) la prima alla tonica (do maggiore) e la seconda alla dominante sol maggiore – in realtà tutta la frase è trasportata una seconda sopra) - e una codetta che partendo dalla tonica conclude sulla settima di dominante (sol maggiore settima). L'elemento più in vista di questo tema è un breve inciso di quattro semicrome (quartina), seguito da due crome. L'atmosfera che questo tema propone è quello di una toccata brillante [bb. 1-12]
Alla battuta 13 inizia il ponte di collegamento (o ponte modulante) per il secondo tema. Sono quattordici battute caratterizzate dal movimento incessante di quartine di semicrome che ricordano l'inciso del primo tema, ma che nel contempo smentiscono un po' l'atmosfera intima dell'attacco. Questa codetta si compone di due parti: nella prima le quartine sono alla voce acuta, mentre il basso suona un nuovo tema (primo tema di collegamento) esposto due volte; nella seconda parte (battuta 21) le quartine passano al basso, mentre la mano sinistra disegna per due volte un secondo tema di collegamento, dal carattere trionfante, che si conclude sulla dominante. [bb. 13-26]

#### Esposizione: secondo tema
Il secondo tema (preso da un precedente quartetto del 1785) è esposto nella dominante minore (sol minore) e si compone di una delicata figura di crome. Anche questo tema viene presentato due volte con lievi differenze (la prima volta inizia sul re, mentre la seconda inizia sul sol). [bb. 27-38]
L'utilizzo della dominante minore (sol minore) per questo secondo tema è uno dei primi tentativi fatti da Beethoven per allargare l'ambiente armonico all'interno del classico rapporto tonica-dominante.

#### Esposizione: terzo tema
Alla battuta 39 inizia un secondo ponte di collegamento, con alcune figure tradizionali del concerto solistico che si concludono con una semicadenza sulla dominante di dominante (re maggiore, battuta 45). Il tutto porta ad un nuovo tema ”dolce” (che può essere considerato un terzo tema) esposto alla dominante (sol maggiore). [bb. 46-59]
La coda seguente non è nient'altro che la coda dell'esposizione. In essa viene ripresa (in modo variato) prima la figurazione relativa al primo tema di collegamento tra il primo e il secondo tema (battute 13-21) e di seguito la seconda figurazione (battute 21-26). Del secondo tema di collegamento Beethoven riprende però solamente l'inciso iniziale dal quale, dopo averlo insistentemente riproposto in una modulazione verso la sopratonica (re maggiore settima), si lancia in un virtuosistico passaggio di quartine di semicrome in ottave (battute 84-87) per concludere con una cadenza sospesa: sopratonica → dominante (re maggiore settima → sol maggiore). Si conclude così questa esposizione veramente ricca di temi. [bb. 60-89]

#### Sviluppo
Il segno di ritornello indica che si deve ripetere l'intera esposizione. Lo sviluppo inizia subito con l'inciso iniziale (quello della battuta 21) della seconda idea del ponte di collegamento tra il primo tema ed il secondo tema [bb. 91-96]. Segue un'altra fase virtuosistica di arpeggi (vigoroso e senza affrettare) di 12 battute di quartine di semicrome: inizia in si♭ maggiore e termina in la maggiore, preparando così l'entrata del primo tema in re maggiore. Alla battuta 109 inizia così l'elaborazione vera e propria del primo tema come previsto nella forma-sonata. Dopo l'enunciazione del tema seguono una serie di progressioni (per quarte: do – fa – si♭) basate sull'inciso iniziale del tema e alcune ottave di semiminime in forzando e in fortissimo [bb. 113-128]:
Una “stretta” finale sempre sull'inciso del primo tema chiude lo sviluppo su un lungo pedale sulla sensibile (si) con l'accordo di si minore quinta diminuita.

#### Ripresa
La ripresa inizia con la ripetizione (senza variazioni) alla tonica (do maggiore) delle prime otto battute del tema principale. Segue una breve codetta di altre otto battute dove, modulando alla sottodominante (fa) Beethoven introduce alcune misure di contrappunto sincopato a due voci [bb. 147-154]
Quindi viene presentata la prima delle due idee (battute 21-26 dell'esposizione, ora battute 155-160) del ponte di collegamento al secondo tema. Segue la seconda idea (battute 27-38 dell'esposizione, ora battute 161-166), questa volta alla tonica minore (la prima volta era esposta alla dominante minore). Un altro ponte di collegamento (simile all'esposizione) apre l'entrata del terzo tema alla tonica maggiore, nell'esposizione era alla dominante (battute 47-59 dell'esposizione, ora battute 181-187). Dopo alcune battute di codetta del terzo tema appare il ponte di collegamento alla coda (nell'esposizione era alle battute 60-83, ora battute 195-217). Alla fine di questa fase, nell'esposizione, c'era il virtuosistico passaggio di quartine di semicrome in ottave (battute 84-87), qui Beethoven ci presenta una cadenza finale tipicamente concertistica, basata su un lungo pedale di sopradominante (la♭ maggiore – battuta 218) [bb. 218-231]:
La cadenza si conclude modulando sulla tonica (do maggiore) alla quale seguono alcune battute ad libitum [bb. 232-235]. Il ritorno conclusivo del tema principale con una breve codetta, quindi quattro battute simili al passaggio virtuosistico della coda finale dell'esposizione (battute 84-87 dell'esposizione) e la consueta cadenza perfetta (settima di dominante – tonica), concludono questo primo movimento.

### Analisi del Secondo movimento
Il secondo movimento ha una semplice forma del tipo ABABA, che potrebbe essere assimilata al rondò, ossia si compone di una prima esposizione del tema (prima parte), di un episodio in minore (seconda parte), di una seconda esposizione del tema (terza parte), del ritorno dell'episodio ma nel modo maggiore (quarta parte) e di una ripresa finale del tema (quinta parte). La tonica è mi maggiore ed il tempo indicato in partitura è Adagio in due quarti.

#### Prima parte: esposizione del tema
Il tema si presenta con due frasi ed una codetta. La prima frase è simile ad una domanda, mentre la seconda frase potrebbe rappresentare la risposta. È significativa in tal senso la conclusione armonica (sospesa) dei due incisi della prima frase: iniziano ovviamente alla tonica (mi maggiore), ma terminano con la settima di dominante (si maggiore settima) [bb. 1-10]:
La codetta del tema alla fine conclude sulla dominante.

#### Seconda parte: episodio in minore
Cambia la tonalità in armatura di chiave (da quattro diesis si passa ad un solo diesis): mi minore (tonica minore). Appare un nuovo tema o episodio Poco più animato in forma di cavatina (esposizione con ripresa senza viluppo) lungo appena tre misure [bb. 11-13]:
La parte conclusiva di questo tema modula alla dominante (sol maggiore), ed è in questa tonalità che viene sviluppata la codetta del tema [bb.14-18]. Sempre in questa tonalità alla battuta 19 appare una nuova linea melodica: è un nuovo tema con appoggiature scritte per esteso [bb. 19-24]:
Questo tema chiude anche l'esposizione di questo primo episodio. La ricapitolazione è abbastanza simmetrica rispetto all'esposizione: si ritorna alla tonalità iniziale (mi minore) ma qui Beethoven cambia la dinamica ed indica “ff”. Il passaggio dal piano al fortissimo è scioccante, si accentua così al massimo la drammaticità di questo episodio. La ricapitolazione di questo tema per il compositore è anche un'occasione per un certo sviluppo armonico: infatti il tema di tre battute appare per tre volte nella tonalità della tonica minore (mi minore), sottodominante minore (la minore) e dominante minore (si minore) [bb. 26-34]:
Come nell'esposizione anche nella coda finale di questo episodio ritorna la seconda idea con le appoggiature (battuta 19 e seguenti), ma ora questo tema è sostenuto da un pedale di dominante (si), modificando così la sua funzionalità iniziale: se nell'esposizione dell'episodio intermedio aveva una funzione di sviluppo, ora in questa ricapitolazione funge da preparazione alla seconda entrata del tema principale [bb. 35-42].

#### Terza parte: seconda esposizione del tema
Alla battuta 43 ritorna il tema principale con la stessa impostazione armonica dell'esposizione (mi maggiore) e con l'aggiunta di due battute finali in fortissimo (pesante) [bb. 43-54]. Queste due battute rappresentano il momento più impressionante dell'intero movimento, oltre che per la dinamica anche per la modulazione alla sopratonica diminuita (do maggiore).

#### Quarta parte: episodio in maggiore
Lo scopo delle ultime due battute della sezione precedente è quello di preparare la nuova ambientazione armonica della quarta parte, nella quale si riprende il tema dell'episodio centrale nel modo maggiore (do maggiore) della sopratonica [bb. 55-58]. Questa sezione ben presto modula alla tonica (mi maggiore) ed il tema seguente (quello con le appoggiature) viene eseguito in questa tonalità [bb. 59-66]. Le tensioni armoniche della parte centrale sono così neutralizzate ed il ritorno alla tonica (mi maggiore) fa ben presto dimenticare gli episodi dissonanti precedenti.

#### Quinta parte: esposizione finale del tema
Alla battuta 67 inizia la quinta ed ultima parte di questo movimento. È ancora il tema principale che viene proposto per primo, ma ora molto variato [bb. 67-82]:
Un pedale di dominante di semicrome (battute 77-79), alla fine rinforzato in ottava, prepara la chiusa finale sulla tonica con una cadenza di un accordo dissonante (una quinta giusta [la-mi] più una terza minore [re#-fa#]). Da notare ancora un passaggio: alle battute 80-81 appare, preparato da un trillo, un salto dal registro più acuto a quello più grave (effetto espressivo per un recitativo d'opera) per rimarcare ulteriormente la chiusura del movimento.

### Analisi del terzo movimento
Il terzo movimento è in forma di scherzo: esposizione e sviluppo dello scherzo con ritornelli, esposizione e sviluppo del trio con ritornelli e ripresa variata dello scherzo. L'ambiente tonale è do maggiore e il tempo indicato è Allegro in tre quarti.

#### Scherzo (esposizione e sviluppo)
Il tema, esposto nella tonica (do maggiore), è un fugato a tre voci con strette finali. Come al solito nel finale una modulazione sposta l'armonia sulla dominante (sol maggiore) [bb. 1-17]:
Lo sviluppo dello scherzo (a battuta 18) sfrutta l'inciso iniziale del tema (la terzina di crome) in continue domande/risposte. Nel finale di questo breve sviluppo per undici battute (30–40) un'insistente sospensione sulla dominante prepara la ripresa del tema dello scherzo (battute 41-57):

Una breve codetta conclude lo Scherzo nella tonica (do). Il segno di ritornello fa ripetere tutto il materiale fin qui esposto.

#### Trio (esposizione e sviluppo)
A una certa complessità polifonica dello scherzo, si contrappone un trio decisamente monofonico: una serie continua di arpeggi di terzine di crome con un semplice accompagnamento di ottave. L'ambiente tonale è la relativa minore (la minore) [bb. 68-75]:

Una modulazione alla tonica (do maggiore) prepara lo sviluppo di questo tema per ben 33 battute. Nella parte finale si riconosce il tema ritornato al la minore, ma che poi conclude sulla dominante (sol) [bb. 76-108].

#### Ripresa dello scherzo
Ritorna il tema dello scherzo alla tonica (battute 109-125) con lo sviluppo (battute 125-137), con le undici battute di insistenza sulla dominante (battute 137-148) e con la ripresa dello scherzo (battute 148-173). Fin qui il materiale presentato, rispetto all'esposizione iniziale, ha subito ben poche modifiche. La coda finale invece riserva un notevole effetto orchestrale: alcune ottave in fortissimo preparano due pedali ostinati entrambi di otto battute, prima sulla dominante e poi sulla tonica che “morendo” fanno terminare il movimento [bb. 174-196]:

### Analisi del quarto movimento
Il quarto movimento ha una forma a mezza via tra il rondò, per l'insistente ripetizione dei vari temi, e la forma-sonata, per il trattamento delle parti compresa la ripresa. Questa forma intermedia viene chiamata Rondò-sonata. Il tempo indicato in partitura è Allegro assai in sei ottavi.

#### Esposizione
Il tema viene subito esposto alla tonica (do maggiore) e si compone, come al solito, di due frasi (una alla tonica e l'altra alla dominante) più una codetta di chiusura [bb.1-20]:
Alla battuta 21 ritorna brevemente il tema alla tonica per far subito spazio ad un breve ponte modulante (battute 26-31), preparazione al secondo tema. Questo viene espresso nella sopratonica (re maggiore), ma la cui armonia oscilla continuamente tra la sopratonica e la dominante [bb.32-36]:
Una figurazione di terzine di crome fa da codetta a questo tema, ma anche da coda all'esposizione (battute 47-70).

#### Sviluppo e ripresa
Lo sviluppo inizia con il tema principale alla tonica, che viene elaborato immediatamente (battute 71-97). Questo sviluppo si aggancia ad un nuovo ponte modulante con andamento sincopato, che ha la funzione di preparare l'entrata di un nuovo tema alla sottodominante (fa maggiore). In realtà si tratta di un nuovo episodio impostato su due temi: un corale [bb. 105-111]:
ed un secondo tema cantabile di natura agreste [bb. 121-127]:
L'inserimento di un nuovo tema nello sviluppo non è un'innovazione di Beethoven: già Mozart aveva usato spesso questa formula (ABA – sviluppo – CBA); Beethoven amplia questo modulo aggiungendo un'ulteriore presentazione del tema principale (ABA – sviluppo – CABA). Questi due temi si alternano lungamente per 71 battute. Una brevissima coda porta alla ripresa (battuta 183). Con qualche lieve modifica viene riproposto tutto il materiale dell'esposizione. Cambia solamente l'ambiente armonico del secondo tema che ora (giustamente secondo le norme della forma-sonata) oscilla tra la dominante e la tonica. Le figurazioni che nell'esposizione facevano parte della sua coda, ora servono alla coda finale del movimento e di tutta la sonata. Questa fase inizia alla battuta 236. La parte più notevole di questa coda sono i trilli usati a mo' di cadenza. Il primo trillo inizia alla battuta 261, ma è alla battuta 286 che il meglio dello stile esecutivo di Beethoven si sprigiona con un triplo trillo sull'accordo di settima di dominante:
A chiusura del movimento le ultime due battute presentano la cadenza perfetta: dominante – tonica. In questo caso c'è un accordo di settima di dominante.